# Lauzerville
Lauzerville település Franciaországban, Haute-Garonne megyében. Lakosainak száma 1606 fő (2022. január 1.). Lauzerville Quint-Fonsegrives, Aigrefeuille, Auzielle, Sainte-Foy-d’Aigrefeuille és Saint-Orens-de-Gameville községekkel határos.

## Népesség
A település népességének változása:
| Lakosok száma | 158  | 285  | 405  | 1074 | 1513 | 1541 | 1588 | 1654 | 1653 | 1606 |
|               | 1968 | 1982 | 1990 | 2006 | 2013 | 2015 | 2017 | 2019 | 2020 | 2022 |